# Bordeaux Open 1986
L'ATP Bordeaux 1986 è stato un torneo di tennis giocato sulla terra rossa. È stata l'8ª edizione dell'ATP Bordeaux, che fa parte del Nabisco Grand Prix 1986. Il torneo si è giocato a Bordeaux in Francia, dal 7 al 13 luglio 1986.

## Campioni

### Singolare maschile
Paolo Canè ha battuto in finale  Kent Carlsson con il punteggio di 6–4, 1–6, 7–5

### Doppio maschile
Jordi Arrese /  David de Miguel Lapiedra hanno battuto in finale  Ronald Agénor /  Mansour Bahrami con il punteggio di 7–5, 6–4